# Claudia Gravy

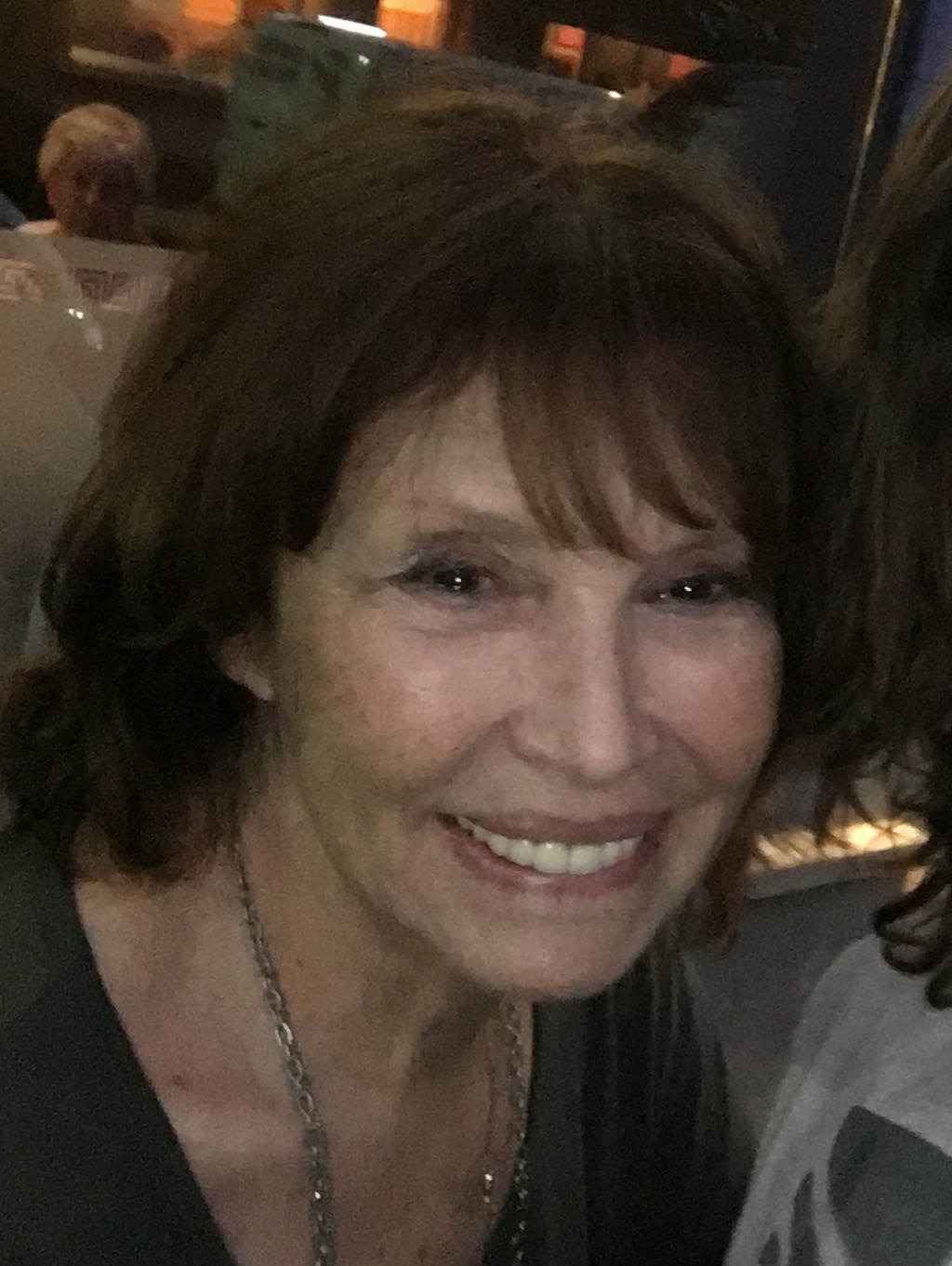
Claudia Gravy, 2018

Claudia Gravy (eigentlich Marie-Claude Perin, * 12. Mai 1945 in Boma) ist eine kongolesisch-spanische Schauspielerin.

## Leben
Gravy, die in Afrika geboren und später in Spanien eingebürgert wurde, machte ihr Filmdebüt 1965 im Film Ninette y un señor de Murcia. In den folgenden fünfzehn Jahren war sie ein oft gesehenes Gesicht in spanischen und internationalen Filmen. Seit den 1980er Jahren spielt sie seltener gewordene Nebenrollen; immer mehr auch für das Fernsehen.

## Filmografie (Auswahl)
- 1965: Ninette y un señor de Murcia
- 1967: Der Sarg bleibt heute zu
- 1969: Marquis de Sade: Justine
- 1970: Willkommen in der Hölle (Matalo!)
- 1970: Plomo sobre Dallas
- 1970: Los rebeldes de Arizona
- 1980: Auf und davon (Runaway Island) (Fernsehserie)